# Dawno temu w Chinach 2
Dawno temu w Chinach 2 lub Pewnego razu w Chinach II (chiń. upr. 黄飞鸿之二男儿当自强; chiń. trad. 黃飛鴻之二男兒當自強; pinyin Huáng Fēihǒng Zhī Èr Nán’ér Dāng Zìqiáng; jyutping Wong4 fei1 hung4 zi1 ji6 naam4 ji4 dong1 zi6 koeng4) – hongkoński film z 1992 roku w reżyserii Tsui Harka. Scenariusz do filmu napisali: Tsui Hark, Cheung Tan i Tin-suen Chan.

## Fabuła
Film przedstawia dalsze losy Wong Fei Hunga (Jet Li). Mistrz musi pokonać Kunga, najemnika, którego umiejętności są na poziomie głównego bohatera. Główny bohater wplata się w walkę pomiędzy Chińczykami a Europejczykami, których celem jest zdobycie władzy w kraju. Wong Fei-Hunga opiekuje się Yee, w której zakochał się w poprzedniej części filmu. W filmie zostały zawarte sceny walki, między innymi walki na statku.

## Obsada
- David Chiang – Luke
- Xiong Xinxin – Kung
- Jet Li – Wong Fei Hung
- Yee Kwan Yan – Chung
- Donnie Yen – Lan
- Rosamund Kwan – Ciotka Yee
- Paul Fonoroff – Brytyjski konsul
- Ka-Kui Ho – Mak
- Siu Chung Mok – Leung Foon